# Tour de Bohemia 1982
Das Etappenrennen Tour de Bohemia 1982 führte vom 7. bis 11. Juli über sechs Etappen. Es war die 15. Austragung der Tour de Bohemia. Die Tour de Bohemia war Bestandteil des Rennkalenders der Association Internationale des Organisateurs de Courses Cyclistes (AIOCC) in der Union Cycliste International (UCI). Gesamtsieger wurde Miroslav Sýkora.

## Teilnehmer
Am Start standen 120 Radrennfahrer aus zwölf Ländern, es starteten nur Amateure. Die DDR startete mit Hans-Joachim Hartnick, Andreas Lux, Uwe Ampler, Jens Heppner und Frank Schwarz.
Die Rundfahrt war Bestandteil der Jahreswertung der A.I.O.C.C., des internationalen Radsportamateurverbandes der Union Cycliste International (UCI).

## Rennen
Veranstalter war der tschechoslowakische Radsportverband. Die Gesamtdistanz betrug 771 Kilometer, wobei es keinen Ruhetag gab. Das Rennen führte durch die Gegend rund um Nový Bor.

## Etappen
Die Rundfahrt führte über insgesamt sechs Etappen mit einem Einzelzeitfahren zu Beginn.
1. Etappe, 15 Kilometer: Sieger Miroslav Sýkora, Tschechoslowakei
2. Etappe , 102 Kilometer: Sieger Ladislav Ferebauer, Tschechoslowakei
3. Etappe, 174 Kilometer: Sieger Vladimír Kozárek, Tschechoslowakei
4. Etappe, 147 Kilometer: Sieger Miroslav Sýkora, Tschechoslowakei
5. Etappe, 128 Kilometer: Sieger Osel, Tschechoslowakei
6. Etappe, 184 Kilometer Sieger: Vladimír Kozárek, Tschechoslowakei

## Gesamtwertungen

### Einzel (Gelbes Trikot)
Im Endklassement siegte Miroslav Sýkora. Er startete für die Nationalmannschaft der Gastgeber. Als einziger Fahrer der DDR-Mannschaft beendete Hartnick das Rennen, er wurde 18. im Endklassement. Ausländische Fahrer konnten sich weder auf den Etappen noch in der Gesamtwertung auf vorderen Rängen platzieren.
| Platz | Name               | Mannschaft       | Zeit       |
| ----- | ------------------ | ---------------- | ---------- |
| 1.    | Miroslav Sýkora    | Tschechoslowakei | 20:01:38 h |
| 2.    | Ladislav Ferebauer | Tschechoslowakei | + 1:15 min |
| 3.    | Vladimír Kozárek   | Tschechoslowakei | + 2:14 min |
| 4.    | Hynek Dvořáček     | Tschechoslowakei | + 6:01 min |
| 5.    | Luděk Štyks        | Tschechoslowakei | + 6:51 min |
| 6.    | Anton Novosad      | Tschechoslowakei | + 7:10 min |